# 渋谷浩康
渋谷 浩康（しぶや ひろやす、1969年4月13日 - ）は円谷プロダクション所属のプロデューサー。神奈川県茅ヶ崎市出身。

## プロフィール
学生時代に円谷プロダクションのアクションチームの求人広告を見て、社員の募集もないものかと連絡し面接を受けて採用された。製作部に配属された理由は、当時取締役であった高野宏一によれば声が大きいから現場向きであったからだという。
大学卒業後、1992年に円谷プロに入社。同年の映画『勝利者たち』の製作進行からキャリアスタート。
『ウルトラマンゼアス2 超人大戦 光と影』でアシスタントプロデューサーを経た後は、専務を務めていた高野宏一から「テレビでもメイキングを回しとけ」と指示され、『ウルトラマンティガ』以降のテレビシリーズでもメイキング撮影などで横断的に現場に携わる。
その後、2001年に『ウルトラマンコスモス』で初のプロデューサーを担当。2004年には『ウルトラマンネクサス』、続く『ウルトラマンメビウス』（2006年）、『ウルトラギャラクシー大怪獣バトル』（2007年）、『ウルトラギャラクシー大怪獣バトル NEVER ENDING ODYSSEY』（2008年）等のテレビシリーズをプロデュースする。
また、2009年には『ウルトラマンメビウス外伝 ゴーストリバース』、2010年には『ウルトラ銀河伝説外伝 ウルトラマンゼロVSダークロプスゼロ』、2011年には『ウルトラマンゼロ外伝 キラー ザ ビートスター』といった児童誌グラビア展開や劇場版ウルトラマン映画作品とも連動するオリジナルビデオシリーズをプロデュース。
プロデュース業を離れた現在でも、企画協力・企画監修者として数多くのウルトラシリーズ・作品に携わっている。

## 作風・キャスティング
東映の鈴木武幸同様のスタイルで、ウルトラシリーズに様々なアニメや声優の要素を取り入れている。「ウルトラマンネクサス」のCGIモーションディレクターに板野一郎を、音楽に川井憲次を迎える等、アニメ的エッセンスをウルトラマンのTVシリーズへと導入。またバンダイナムコグループ中心の玩具の連動要素と小学館・講談社を中心とした親子で楽しめる児童誌グラビアとの連動要素も映像作品に取り入れている。
『慈愛のウルトラマン』(『ウルトラマンコスモス』)や、『絆』をテーマにした複数の適能者による大河ドラマ（『ウルトラマンネクサス』）といった新たなコンセプトをウルトラシリーズに導入する一方、ウルトラマンシリーズ誕生40周年記念作品『ウルトラマンメビウス』では、『友情』をテーマに掲げ、M78星雲とウルトラ兄弟たちにリスペクトを捧げた設定でルーキーウルトラマンの成長を描く物語を展開。また『未知への冒険』をテーマにした『ウルトラギャラクシー大怪獣バトル』や『限りなきチャレンジスピリッツ』をテーマにした『ウルトラギャラクシー大怪獣バトル NEVER ENDING ODYSSEY』では、ウルトラマンを毎回の物語の中心に据えずに構築される新たなフォーマットにより、『ウルトラマン』シリーズの持つもうひとつの魅力であるウルトラ怪獣や宇宙人キャラクター達にスポットを当て、宇宙規模の作品世界観を有した新たなシリーズの可能性を切り開く等、様々なトピックを持った作品を手掛けている。 
その企画プロデュース作品に関して、脚本の長谷川圭一は、「＜このシリーズはこういうシリーズ＞という前提の枠をまず用意して、どういう風に始まってどう着地するかに気を配って作ってゆく、たとえば『コスモス』なら＜怪獣保護＞、『メビウス』なら＜ルーキーの成長物語＞という風に、一本筋を通して＜今回のウルトラマンではこういう挑戦をした＞というカラーを強く出そうとしていましたね」と渋谷の作風についてコメントしている。
自身の作品のキャスティングには、イケメンや人気声優、歴代オリジナルシリーズ出演者等のキャスティングに力を入れている。 
アベユーイチやおかひでき等、映画AP時代に現場で苦労を共にしてきた影の功労者たちを、自身のプロデュース作品でウルトラマン作品の監督へと抜擢している 。
映像製作以外では、バンダイの玩具中心の関連商品やゲームやバンダイビジュアルのDVDと音楽CDのパッケージ商品や小学館・講談社の関連書籍の商品の開発に関わる。

## エピソード
- 『ウルトラマンティガ』の主人公であるマドカ・ダイゴの「ダイゴ」という名前は、当時製作部に在籍していた渋谷の考案である。ただしこれは、渋谷が別のウルトラマンの企画書として書いた「主人公ではない、大福ばかり食べているような太った隊員」の名前であったが、円谷プロの専務を当時務めていた満田かずほがピックアップしたことにより主人公の名前として決定した[17]。
- アシスタント時代はしばしばカメオ出演をすることも多く、『ウルトラマンゼアス』では渋谷くんのクレジットで日本銀行警備員役、『ウルトラマンガイア』第37話「悪夢の第四楽章」ではKCBテレビクルー特派員・渋谷役として出演している[18]。
- 『ウルトラマンコスモス』では、平成ウルトラシリーズ映画作品での観客層が予想よりも低年齢であったことを踏まえ、子供の目線を意識した慈愛のウルトラマンを企画した[8]。怪獣をむやみに倒さない優しいウルトラマンは、怪獣を倒すカタルシスがないと批判するウルトラシリーズのファンも存在した一方、作品の主な視聴者である未就学児童とその親にはおおむね歓迎された[19]。また、その最終回でコスモスの宿敵・カオスヘッダーとも和解する結末を巡っては、当初MBSの丸谷嘉彦プロデューサーから反対されていたが、丸谷プロデューサーがかつて担当していたテレビアニメ『銀河漂流バイファム』の最終回で宇宙戦艦の主砲から紙飛行機を撃つラストを引き合いに出し、「『バイファム』も最後、敵をやっつけないで終わったじゃないですか。そういうメッセージをこの作品で出しましょうよ」と語りかけ、最終的には同意を得られたという。このことに関しては、「自分の作品を見た人間が大人になって、そういうメッセージを覚えていて、ただやっつけるだけで終わる話でないものを企画した…だから最終的に折れてくれたんだと思います」と感謝の意を述べている[20]。
- 『ウルトラマンネクサス』では、その従来のウルトラマンとかけ離れた作風から苦戦を強いられ、上層部からも路線変更を提案されていた。しかし「路線変更は視聴者への裏切り」というのが信条であり、路線変更を受け入れなかった。このことに関し、「作品のテーマに関わることに関しては安易な裏切り行為はできない」とコメントした[21]。
- 『ウルトラマンメビウス』では、昭和のウルトラシリーズとリンクした世界観から、過去の作品で消化不良に終わった点に決着をつけるためのエピソードも採り入れた。『ウルトラマン80』での教師の設定に決着をつけるため、オリジナルキャストの長谷川初範へ思いの丈をつづった手紙を送って出演を願ったり[1]、『ウルトラマンA』のその後を描くに際しては、最終話のセリフ（『エースの願い』）にオマージュを捧げるべく『A』最終話の脚本家である市川森一に手紙を送り（市川からは、「エースはいつもムズカシイと言われてきた作品でした。それが21世紀になってあのメッセージが甦ることに不思議な嬉しさを感じます。しかし〈やさしさを失わないでくれ〉というメッセージは、ますますそれを守ることが難しい時代になってきています。ありがとう！」と書かれた丁寧な返事が届いたという）[22]、オリジナルキャストの高峰圭二[23]と星光子に出演を願い、北斗と南の35年振りの再会を実現させるなどした[1]。
- 『ウルトラマンゼロ外伝 キラー ザ ビートスター』では、企画時に直面した東日本大震災を受け、「バトルそのものよりも、仲間が増えること、手を取り合うことの素晴らしさという方向へ、テーマをシフトしたい」という渋谷の意見に監督のアベユーイチも賛同。エメラナ姫が登場し、ジャンナインが誕生する物語の製作へ至った[24]。

## 作品リスト

### テレビシリーズ
- 1993年 電光超人グリッドマン（製作進行）
- 1994年 ウルトラセブン 太陽エネルギー作戦（製作進行）
- 1994年 ウルトラセブン 地球星人の大地（製作進行）
- 1996年 ムーンスパイラル（制作進行）
- 2001年 - 2002年 ウルトラマンコスモス（プロデューサー）
- 2004年 ウルトラマンネクサス（プロデューサー）
- 2005年 ウルトラマンマックス（プロデューサー）※第13話より
- 2006年 ウルトラマンメビウス（プロデューサー）
- 2007年 ULTRASEVEN X（企画協力）
- 2007年 ウルトラギャラクシー大怪獣バトル（プロデューサー）
- 2008年 ウルトラギャラクシー大怪獣バトル NEVER ENDING ODYSSEY（プロデューサー）
- 2011年 ウルトラゾーン（監修）
- 2013年 ウルトラマンギンガ（企画協力）
- 2013年 大怪獣ラッシュ ウルトラフロンティア 1stシーズン（プロデューサー・設定）
- 2014年 ウルトラマンギンガS（企画協力）
- 2014年 大怪獣ラッシュ ウルトラフロンティア 2ndシーズン（プロデューサー・設定）
- 2015年 ウルトラファイトビクトリー（企画協力）
- 2015年 ウルトラ怪獣散歩 1stシーズン（企画監修）
- 2015年 ウルトラマンX（企画協力）
- 2016年 ウルトラ怪獣散歩 2ndシーズン（企画監修）
- 2016年 ウルトラマンオーブ（企画監修）
- 2017年 ウルトラ怪獣散歩 3rdシーズン（企画監修）
- 2018年 ウルトラ怪獣散歩 4thシーズン（企画監修）
- 2018年 SSSS.GRIDMAN（企画協力）
- 2019年 ウルトラマンタイガ（設定協力）
- 2021年 SSSS.DYNAZENON（企画協力）
- 2021年 - 2022年 ウルトラマントリガー NEW GENERATION TIGA（設定監修）
- 2022年 - 2023年 ウルトラマンデッカー（設定監修）
- 2023年 ウルトラマンブレーザー（設定監修）
- 2024年 ウルトラマンアーク（設定監修）
- 2025年 ウルトラマンオメガ（設定監修）

### 映画
- 1992年 勝利者たち（製作進行）
- 1996年 ウルトラマンゼアス（アシスタントプロデューサー）
- 1997年 ウルトラマンゼアス2 超人大戦 光と影（アシスタントプロデューサー）
- 1998年 ウルトラマンティガ&ウルトラマンダイナ 光の星の戦士たち（アシスタントプロデューサー）
- 1999年 ウルトラマンティガ・ウルトラマンダイナ&ウルトラマンガイア 超時空の大決戦（アシスタントプロデューサー）
- 1999年 ウルトラマンM78劇場 Love & Peace（構成）
- 2000年 ウルトラマンティガ THE FINAL ODYSSEY（アシスタントプロデューサー）
- 2001年 ウルトラマンコスモス THE FIRST CONTACT（製作協力プロデューサー）
- 2002年 ウルトラマンコスモス2 THE BLUE PLANET（製作協力プロデューサー）
- 2003年 ウルトラマンコスモスVSウルトラマンジャスティス THE FINAL BATTLE（製作協力プロデューサー）
- 2004年 ULTRAMAN（製作協力プロデューサー）
- 2006年 ウルトラマンメビウス&ウルトラ兄弟（製作協力プロデューサー）
- 2008年 大決戦!超ウルトラ8兄弟（製作協力プロデューサー）
- 2009年 大怪獣バトル ウルトラ銀河伝説 THE MOVIE（協力プロデューサー）
- 2010年 ウルトラマンゼロ THE MOVIE 超決戦!ベリアル銀河帝国(企画）
- 2012年 ウルトラマンサーガ(企画）
- 2013年 ウルトラマンギンガ 劇場スペシャル（企画協力）
- 2013年 大怪獣ラッシュ ウルトラフロンティア DINO-TANK hunting（プロデューサー・設定）
- 2014年 ウルトラマンギンガ 劇場スペシャル ウルトラ怪獣☆ヒーロー大乱戦!（企画協力）
- 2014年 大怪獣ラッシュ ウルトラフロンティア VEROKRON hunting（プロデューサー・設定）
- 2015年 劇場版 ウルトラマンギンガS 決戦!ウルトラ10勇士!!（企画協力）
- 2016年 劇場版 ウルトラマンX きたぞ!われらのウルトラマン（企画協力）
- 2017年 劇場版 ウルトラマンオーブ 絆の力、おかりします!（企画協力）
- 2020年 劇場版 ウルトラマンタイガ
ニュージェネクライマックス（設定協力）
- 2022年 ウルトラマントリガー エピソードＺ（設定監修）
- 2023年 ウルトラマンデッカー最終章　旅立ちの彼方へ… （設定監修）
- 2023年 グリッドマンユニバース（企画協力）
- 2024年 ウルトラマンブレーザー THE MOVIE 大怪獣首都激突（設定監修）

### オリジナルビデオ
- 1995年 ウルトラマンネオス ※パイロット版（助監督）
- 2003年 オタスケガール（プロデューサー）
- 2008年 ウルトラマンメビウス外伝 アーマードダークネス（プロデューサー）
- 2009年 ウルトラマンメビウス外伝 ゴーストリバース（プロデューサー）
- 2010年 ウルトラ銀河伝説外伝 ウルトラマンゼロVSダークロプスゼロ（プロデューサー）
- 2011年 ウルトラマンゼロ外伝 キラー ザ ビートスター（プロデューサー）
- 2021年 グリッドナイトファイト（キャラクター・ストーリースーパーバイザー）

### Web配信
- 2006年 ウルトラマンメビウス外伝 ヒカリサーガ（プロデューサー）
- 2012年 ウルトラ怪獣御殿（監修協力）
- 2016年 ウルトラマンオーブ THE ORIGIN SAGA（企画監修）
- 2019年 ULTRAMAN（企画協力）
- 2022年 ULTRAMAＮ season2 （企画協力）
- 2023年 ULTRAMAＮ FINAL （企画協力）